# Oryzopsis gracilis
Oryzopsis gracilis är en gräsart som först beskrevs av Carl Christian Mez, och fick sitt nu gällande namn av Pilg.. Oryzopsis gracilis ingår i släktet Oryzopsis och familjen gräs. Inga underarter finns listade i Catalogue of Life.